# Flärktjärnen, Jämtland
Flärktjärnen är en sjö i Ragunda kommun i Jämtland och ingår i Indalsälvens huvudavrinningsområde.